# William Morris (агентство)

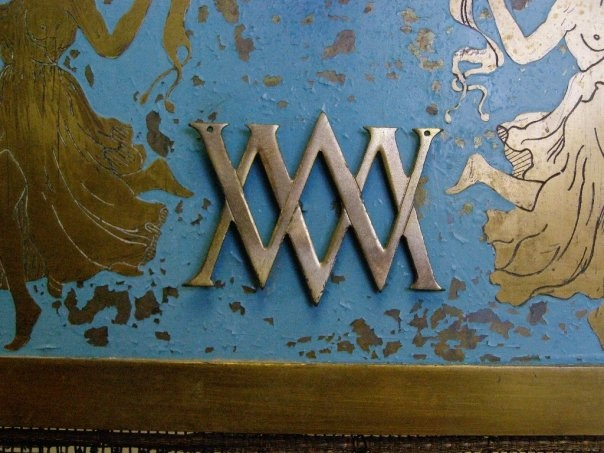
Эмблема агентства William Morris

William Morris Agency (WMA) — крупное голливудское агентство по найму актеров. Услугами WMA пользовались многие известные актеры и музыканты. За время своей работы получило репутацию ведущего агентства в шоу-бизнесе.
В апреле 2009 года WMA объявило о слиянии с Endeavour Talent Agency и образовании компании William Morris Endeavour (в октябре 2017 года переименовано в Endeavour).

## История

### Начало
В 1898 году Уильям Моррис (урожденный Зельман Мозес), немецко-еврейский иммигрант в США открыл в Нью-Йорке одноименное агентство по подбору актеров для водевилей. 31 января 1918 года агентство WMA была официально зарегистрировано в штате Нью-Йорк.
Когда немое кино получило распространение, Моррис поощрял своих клиентов-актеров пробовать себя в новой области. В этот период агентство представляло таких актеров, как Чарли Чаплин, Эл Джолсон, братья Маркс и Мэй Уэст.
К 1930 году Моррис передал руководство агентством своему сыну. В 1932 году Уильям Моррис-старший умер от сердечной недостаточности. К тому времени агентство начало процесс переезда из Голливуда в Беверли-Хиллз.

### С 1945 по 2000

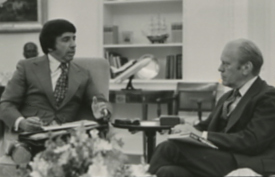
Президент Джеральд Форд (справа) встречается в Овальном кабинете с представителем агентства Уильям Моррис, чтобы обсудить рекламу своей кампании 1976 года.

В декабре 1949 года агентство приобрело агентство Берг-Алленберг. В 1950-е годы главным агентом кинематографического отдела был Майк Зимринг.
К 1965 году музыкальный отдел WMA представлял нескольких известных коллективов, включая Rolling Stones, Sonny & Cher, Beach Boys и Byrds. В 1980 году председателем совета директоров был назначен Моррис Столлер.
В начале 1990-х сценарный отдел WMA объявил о самой крупной сделке по продаже сценария, когда он продал телевизионные права на сценарий Скарлетт, продолжение «Унесенных ветром» Маргарет Митчелл.

### После 2000
В 2003 году WMA открыло офис в Шанхае. В 2007 году агентство расширило свою деятельность в Лондоне. В 2003 году старший вице-президент WMA Джордж Лейн и его коллега по иностранным правам Майкл Кардоник покинули WMA, чтобы открыть собственную компанию Creative Artists Agency в Нью-Йорке.

## Слияние с Endeavour
27 апреля 2009 года WMA и Endeavour Talent Agency объявили о своем слиянии в William Morris Endeavour. Руководители Endeavour Ари Эмануэль и Патрик Уайтселл вошли в состав высшего руководства WME. После слияния были уволены почти 100 сотрудников и некоторые члены совета директоров WMA. После слияния WMA переместила свои офисы в здание Endeavour в Беверли-Хиллз, Калифорния.

## Программа обучения агентов
Программа обучения агентов WMA была создана в 1940-х годах и хорошо известна списком успешных выпускников. Известный продюсер Дэвид Геффен однажды назвал программу обучения агентов WMA «Гарвардской школой шоу-бизнеса»:464.

### Комментарии
1. ↑  Агентство работало не только с актерами, но и со сценаристами. В частности, именно William Morris открыл дорогу в Голливуд выдающемуся сценаристу Оливеру Стоуну[9]

### Сноски
1. ↑  Company Overview of William Morris Endeavor Entertainment, LLC. Bloomberg Businessweek. Дата обращения: 27 мая 2012. Архивировано 19 декабря 2010 года.
2. ↑  Cullen, Frank. Vaudeville old & new: an encyclopedia of variety performances in America, Volume 1 / Frank Cullen, Florence Hackman, Donald McNeilly. — Psychology Press, 2007. — P. 1020. — ISBN 978-0-4159-3853-2. Источник. Дата обращения: 18 ноября 2020. Архивировано 15 ноября 2021 года.
3. ↑  Littleton, Cynthia (27 апреля 2009). WMA, Endeavor approve merger. Variety. Архивировано 4 ноября 2012. Дата обращения: 10 сентября 2019.
4. ↑  William Morris Agency, Inc. History. fundinguniverse.com. Дата обращения: 29 января 2016. Архивировано 14 мая 2021 года.
5. ↑  A Charmed Life, or a Thirty-Six Short Makes It Big. The Brokaw Company. Дата обращения: 13 ноября 2011. Архивировано 4 марта 2016 года.
6. ↑  Weisbord, Merrily. Our future selves : love, life, sex, and aging. — Berkeley, Calif. : North Atlantic Books, 1991. — P. 157. — ISBN 978-1556431456.
7. ↑  Morris Stoller, 74, William Morris Agency Head, Dies. The Los Angeles Times (25 марта 1986). Архивировано 29 апреля 2021 года.
8. ↑  Jennifer Rudolph Walsh. Дата обращения: 29 января 2016. Архивировано 27 ноября 2020 года.
9. ↑  Стоун, 2021, Глава 4, с. 182.
10. ↑  Sutter, Claude Brodesser,Mary. WMA goes to Miami (англ.). Variety (16 января 2003). Дата обращения: 3 сентября 2019. Архивировано 3 сентября 2019 года.
11. ↑  Robert Hofler. CAA opening Gotham digs. Variety.com (9 мая 2003). Дата обращения: 27 апреля 2015. Архивировано 29 апреля 2021 года.
12. ↑  Finke, Nikki (27 апреля 2009). Latest WMA-Endeavor Merger Update: Hollywood History In The Making Today: Endeavor And William Morris Vote Yes. Deadline. Архивировано 21 февраля 2014. Дата обращения: 18 ноября 2020.
13. ↑  It's A Takeover, Not A Merger. LA Weekly. 28 мая 2009. Архивировано 26 октября 2012. Дата обращения: 18 ноября 2020.
14. ↑  Michael Cieply (26 декабря 2009). Layoffs in the William Morris-Endeavor Merger. The New York Times. Архивировано 29 апреля 2021. Дата обращения: 18 ноября 2020.
15. ↑  Finke, Nikki (9 октября 2009). WME Will Stay In Endeavor Headquarters Instead Of Moving To New Morris Building. Deadline. Архивировано 4 июля 2014. Дата обращения: 18 ноября 2020.
16. ↑  Rensin, David (2003). The Mailroom (First ed.). New York: Ballantine Books. ISBN 0345442350.